# День рождения мира
«День рожде́ния ми́ра» (англ. The Birthday of the World) — сборник фантастических рассказов американской писательницы Урсулы К. Ле Гуин, изданный в 2002 году. Состоит из восьми историй и авторского предисловия, связанных общей темой отношений полов, семьи, брака и сексуальности. Все рассказы, кроме «Растерянного рая», публиковались ранее. Действие первых шести происходит в мире Экумены, что дает основания отнести весь сборник к Хайнскому циклу.

Все эти семь рассказов построены по одному образцу: тем или иным способом они показывают нам, изнутри или глазами стороннего наблюдателя (возможно, местного жителя) народ, чья общественная структура отличается от нашей, чья физиология порой отличается от нашей, но испытывающий одни с нами эмоции. Вначале сотворить, установить отличие — а потом позволить вольтовой дуге чувства пересечь зазор: подобная акробатика воображения не устает меня поражать и радовать непревзойденно.

## Взросление в Кархайде(Coming of Age in Karhide, 1995)
- Перевод на русский: Э. Раткевич
- Входит в антологии «The Year’s Best Science Fiction: Thirteenth Annual Collection» (1996) и «Best of the Best: 20 Years of the Year’s Best Science Fiction» (2005)
- Публикация на русском языке: 2003, 2008 года

Когда я писала первый рассказ в этой книге — «Взросление в Кархайде» — я вернулась на Гетен двадцать пять-тридцать лет спустя. В этот раз мое восприятие не было затуманено предрассудками честного, но смущенного донельзя мужчины-терранина. Я могла прислушаться к голосу гетенианина, которому, в отличие от Эстравена, нечего скрывать. У меня не было сюжета, пропади он пропадом. Я могла задавать вопросы. Могла разобраться в их половой жизни. Забралась, наконец, в дом кеммера. В общем, повеселилась, как могла.

## Дело о Сеггри (The Matter of Seggri, 1994)
- Перевод на русский: В. Старожилец
- Входит в сборник «Volume Two: Outer Space, Inner Lands» (2012) и антологию «The Year’s Best Science Fiction: Twelfth Annual Collection» (1995)
- Премия Джеймса Типтри-младшего (James Tiptree Jr. Award), 1995
- Публикация на русском языке: 2003, 2008 года

«Дело о Сеггри» — это собрание социологических исследований планеты Сеггри на протяжении многих лет. Документы эти поступили из исторических архивов Хайна — для тамошних историков они все равно, что для белки — орешки.
Зерном, из которого пророс этот рассказ, послужила статья о дисбалансе полов, который вызывают в некоторых регионах планеты — нашей планеты, Земли — постоянные аборты и детоубийства младенцев женского пола. Там считают, что только с мальчиками стоит возиться. Из иррационального, неутолимого любопытства я провела мысленный эксперимент, ставший рассказом — увеличила дисбаланс, перевернула с ног на голову и сделала постоянным. Хотя жители Сеггри мне понравились, и мне было интересно говорить их голосами, в целом эксперимент привел к печальным последствиям.

## Невыбранная любовь (Unchosen Love, 1994)
- Перевод на русский: А. Новиков
- Входит в антологию «Killing Me Softly: Erotic Tales of Unearthly Love» (1995)
- Премия Джеймса Типтри-младшего (James Tiptree Jr. Award), 1999
- Публикация на русском языке: 2003, 2008 года

Мне нравится мысль о семье из четырех человек, каждый из которых может заниматься сексом только с двумя из трех оставшихся (по одному каждого пола, но только из другой мойети). Мне нравится обдумывать сложные общественные структуры, порождающие высочайшее напряжение чувств и отношений.
В этом смысле можно назвать «Невыбранную любовь» и «Законы гор» комедиями положений, как ни смешно это может прозвучать для человека, привыкшего, что вся НФ вырубается бластером в камне. Общество планеты О разнится с нашим, но едва ли более, чем Англия Джейн Остен, и, скорей всего, менее, чем мир «Сказания о Гэндзи».

## Законы гор (Mountain Ways, 1996)
- Перевод на русский: В. Старожилец
- Премия Локус за лучшую короткую повесть (Locus Award), 1997 и Премия Джеймса Типтри-младшего (James Tiptree Jr. Award), 1997
- Публикация на русском языке: 2003, 2008 года

## Одиночество (Solitude, 1994)
- Перевод на русский:
  - Лариса Михайлова (Соло души)
  - О. Васант (Одиночество)
- Входит в сборник «Volume Two: Outer Space, Inner Lands» (2012), антологии «The Best from Fantasy & Science Fiction: The Fiftieth Anniversary Anthology» (1999), «The Very Best of Fantasy & Science Fiction: Sixtieth Anniversary Anthology» (2009), «Diverse Energies» (2012)
- Премия Небьюла за лучшую короткую повесть (Nebula Award), 1995
- Публикация на русском языке: 1996, 2003, 2008 года

В «Одиночестве» я отправилась на окраину Экумены, на планету, имеющую сходство с той Землей, о которой мы любили писать в шестидесятых-семидесятых, когда мы верили в Ядерную Катастрофу, и Гибель Мира, Каким Мы Его Знаем, и мутантов в светящихся руинах Пеории. Что бы ни послужило причиной демографического спада в «Одиночестве» — скорей всего, само население — это случилось давным-давно, и рассказ не об этом, а о выживании, верности и рефлексии.
Народ в этом рассказе — выжившие — как и во многих моих рассказах, выработал нестандартную систему отношений полов; зато системы брака у них нет вовсе. Для настоящих интровертов брак — слишком экстравертская придумка. Они просто встречаются иногда. Ненадолго. А потом снова возвращаются в счастливое одиночество.

## Старая Музыка и рабыни (Old Music and the Slave Women, 1999)
- Переводы на русский:
  - И. Гурова (Экумена: Музыка Былого и рабыни)
  - Э. Раткевич (Старая Музыка и рабыни)
- Входит в роман-сборник «Четыре пути к прощению» и антологию «Далекие горизонты» (1999)
- Публикация на русском языке: 2001, 2003, 2008 года

«Старая Музыка» — это перевод имени хайнца Эсдардона Айя, который мелькает в трех рассказах сюиты. Хронологически тот рассказ следует за сюитой — пятый акт — и повествует об одном из эпизодов гражданской войны на Уэреле. Но он существует самостоятельно. Родился он из визита на одну из крупных плантаций вверх по реке от Чарльстона, Южная Каролина. Те мои читатели, кто побывал в этом ужасающем и прекрасном месте, узнают и сад, и дом, и проклятую землю.

## День рождения мира (The Birthday of the World, 2000)
- Перевод на русский: Д. Смушкович
- Входит в антологию «The Year’s Best Science Fiction: Eighteenth Annual Collection» (2001)
- Премия Локус за лучшую короткую повесть (Locus Award), 2001
- Публикация на русском языке: 2003, 2008 года

Действие заглавного рассказа сборника, «День рождения мира», может происходить в мире Экумены, а может, и нет. Честно, не знаю. Какая разница? Это не Земля; жители той планеты физически немного отличаются от нас, но общество их я откровенно списала с империи инков. Как во многих великих цивилизациях древности — Египте, Индии, Перу — царь и бог там суть одно, а святое так же близко и знакомо, как хлеб и дыхание — и потерять его так же легко.

## Растерянный рай (Paradises Lost, 2002)
- Перевод на русский: Д. Смушкович
- Публикация на русском языке: 2003, 2008 года

Последняя повесть — «Растерянный рай» — выпадает из этого ряда, и определенно не относится к рассказам об Экумене. Действие её происходит в ином мире, тоже исхоженном вдоль и поперек — стандартном, всеобщем мире научно-фантастического «будущего», в том его варианте, где Земля отправляет к звездам корабли на более-менее реалистичных, или потенциально доступных на нынешнем уровне науки, скоростях. Такой корабль будет лететь к цели десятками, сотнями лет. Никакого сжатия времени, никакого гиперпространства — все в реальном времени.
Иными словами, это рассказ о корабле-ковчеге.